# علی‌آباد لاورمانی
علی‌آباد لاورمانی، روستایی در دهستان بالاده بخش بیرم شهرستان لارستان در استان فارس ایران است.

## جمعیت
بر پایه سرشماری عمومی نفوس و مسکن در سال ۱۳۹۵، جمعیت این روستا برابر با ۲۰۶ نفر (۸۱ خانوار) بوده است.